# Вайдаг діадемовий
Вайда́г діадемовий (Euplectes diadematus) — вид горобцеподібних птахів ткачикових (Ploceidae). Мешкає в Східній Африці.

## Опис
Довжина птаха становить 10 см, вага 14 г. У самців під час сезону розмноження голова і нижня частина тіла чорні, на лобі і тімені невелика яскраво-червона пляма. Спина і надхвістя жовті, верхня частина спини смугаста, чорно0жовта. Крила і хвіст коричневі. махові і стернові пера мають вузькі жовті края. У самиць і самців під час негніздового періоду забарвлення переважно охристо-коричневе, спини поцяткована темними смугами, нижня частина тіла світло-сіра, над очима жовті "брови".

## Поширення і екологія
Діадемові вайдаги мешкають в Сомалі, Кенії і північній Танзанії. Вони живуть на луках і в саванах, на болотах і солончаках, на порослих чагарниками прибережних дюнах. Ведуть кочовий спосіб життя, переміщуючись у більш вологі райони. Живляться насінням трав, під час гнуздування доповнюють свій раціон термітами і павуками. Діадемовим вайдагам притаманна полігінія, коли на одного самця припадає кілька самиць.